# Paracoedomea strandi
Paracoedomea strandi är en skalbaggsart som beskrevs av Stefan von Breuning 1942. Paracoedomea strandi ingår i släktet Paracoedomea och familjen långhorningar. Inga underarter finns listade i Catalogue of Life.